# Danielle Nicolet
Danielle Nicolet (Ashtabula, 24 novembre 1973) è un'attrice statunitense.
È apparsa nelle serie televisive Una famiglia del terzo tipo (1996-2001), Second Time Around (2004-2005), Heartland (2007), The Starter Wife (2008), Born Again Virgin (2015-2016) e principalmente nella serie The Flash (2014-2023), nei panni del Procuratore Distrettuale Cecile Horton.

## Carriera
Ha iniziato a recitare nei primi anni novanta, nella sitcom Otto sotto un tetto, prodotta dalla ABC. Nel 2005, Nicolet ha recitato nella sitcom di breve durata Second Time Around, prodotta dalla UPN. L'Entertainment Weekly l'ha nominata «stella di successo della rete».
Dopo la cancellazione della serie, ha recitato in Heartland, un medical drama prodotto dalla TNT. L'anno successivo ha ottenuto un ruolo nella commedia drammatica The Starter Wife, con Debra Messing, prodotta dalla USA Network. La serie venne cancellata dopo una sola stagione. Nicolet ha anche recitato in singoli episodi di Stargate SG-1, Angel, The Bernie Mac Show, All of Us, CSI - Scena del crimine e Warehouse 13.
È apparsa in vari film tra cui Loaded Weapon 1, nel quale interpreta la figlia adolescente del personaggio di Samuel L. Jackson (1993). In seguito, ha avuto ruoli in Melting Pot (1998) a fianco di Paul Rodriguez e in A Wonderful Night in Split (2004). Nel 2009 ha recitato a fianco di Cuba Gooding Jr. nel thriller Ticking Clock (2009). Nel 2011, ha recitato nel film originale di Syfy, Red Faction: Origins, basato sull'omonimo videogioco. Ha anche dato la voce a Shaundi nei videogiochi Saints Row: The Third, Saints Row IV e Saints Row: Gat out of Hell. Nel 2013, ha recitato nella serie comica di breve durata della ABC: Family Tools. In seguito, ha avuto un ruolo ricorrente nella serie comica BET The Game e ha recitato come guest star in Elementary.
Nel 2015, ha recitato nella prima stagione di The Flash di The CW nel ruolo di Cecile Horton, prima di essere scelta come protagonista nella prima serie comica-drammatica originale di TV One, Born Again Virgin. Ha anche interpretato la protagonista femminile nella commedia d'azione Una spia e mezzo, diretta da Rawson Marshall Thurber, a fianco di Kevin Hart e Dwayne Johnson. Al termine della serie Born Again Virgin, Nicolet è tornata con il ruolo ricorrente di Cecile Horton nella terza e quarta stagione di The Flash, prima di entrare nel cast fisso della quinta stagione.

## Filmografia parziale

### Cinema
- Palle in canna (Loaded Weapon 1), regia di Gene Quintano (1993)
- L'ombra del dubbio (Shadow of Doubt), regia di Randal Kleiser (1998)
- Melting Pot (Race), regia di Tom Musca (1998)
- A Light in the Forest, regia di John Carl Buechler (2002)
- A Wonderful Night in Split, regia di Arsen Anton Ostojić (2004)
- The Strange Case of Dr. Jekyll and Mr. Hyde, regia di John Carl Buechler (2006)
- Ticking Clock, regia di Ernie Barbarash (2011)
- Una spia e mezzo (Central Intelligence), regia di Rawson Marshall Thurber (2016)
- Believe, regia di Billy Dickson (2016)
- Deidra e Laney rapinano un treno (Deidra & Laney Rob a Train), regia di Sydney Freeland (2017)
- Acrimony, regia di Tyler Perry (2018)
- Faith Based, regia di Vincent Masciale (2020)

### Televisione
- Otto sotto un tetto (Family Matters) – serie TV, 3 episodi (1991-1992)
- The Jacksons: An American Dream – film TV (1992)
- Una bionda per papà (Step by Step) – serie TV, episodio 4x17 (1995)
- Una famiglia del terzo tipo (3rd Rock from the Sun) – serie TV, 45 episodi (1996-2001)
- Una ragazza in trappola (Fall Into Darkness), regia di Mark Sobel – film TV (1996)
- Un detective in corsia (Diagnosis: Murder) – serie TV, episodio 4x09 (1996)
- Beyond Belief: Fact or Fiction – serie TV, 1 episodio (1997)
- Brimstone – serie TV, 1 episodio (1998)
- In the House – serie TV, 1 episodio (1998)
- Grown Ups – serie TV, 1 episodio (1999)
- Moesha – serie TV, episodio 4x13 (1999)
- Undressed – serie TV, 3 episodi (2000)
- CSI - Scena del crimine (CSI: Crime Scene Investigation) – serie TV, episodi 2x02-9x22 (2001, 2009)
- For the People – serie TV, 1 episodio (2002)
- Stargate SG-1 – serie TV, episodio 5x19 (2002)
- Half & Half – serie TV, episodio 2x06 (2003)
- Angel – serie TV, episodio 5x09 (2004)
- Second Time Around – serie TV, 13 episodi (2004-2005)
- The Bernie Mac Show – serie TV, 3 episodi (2004-2005)
- Crumbs – serie TV, 1 episodio (2006)
- So Notorious – serie TV, 1 episodio (2006)
- All of US – serie TV, 3 episodi (2007)
- Heartland – serie TV, 9 episodi (2007)
- The Starter Wife – serie TV, 10 episodi (2008)
- Brothers – serie TV, 2 episodi (2009)
- The Protector – serie TV, episodio 1x07 (2011)
- Key & Peele – serie TV, 3 episodi (2012-2015)
- Warehouse 13 – serie TV, episodio 4x07 (2012)
- Elementary – serie TV, episodio 2x05 (2013)
- Family Tools – serie TV, 10 episodi (2013)
- The Flash – serie TV, 94 episodi (2015-2023)
- The Game – serie TV, 9 episodi (2014-2015)
- Born Again Virgin – serie TV, 22 episodi (2015-2016)
- Supergirl – serie TV, 3x08 (2017)

## Doppiatrici italiane
Nelle versioni in italiano delle opere in cui ha recitato, Danielle Nicolet è stata doppiata da:
- Rossella Acerbo in L'ombra del dubbio
- Laura Facchin in CSI - Scena del crimine (ep. 9x19)
- Giò Giò Rapattoni in The Flash
- Letizia Scifoni in Una spia e mezzo